# Beate Henriette af Reuss-Lobenstein
Beate Henriette rigsfriherreinde von Söhlenthal, gift rigsgrevinde Reuss-Lobenstein (15. juli 1696 i Wien – 22. august 1757 på Borreby) var en tysk adeldame, søster til Georg Wilhelm og Heinrich Friedrich von Söhlenthal.
Hun var datter af kejserlig råd Rudolph Caspar von Söhlenthal, som i 1706 var blevet ophøjet til rigsfriherre, og Hedwig Anna von Gräfen. Hun blev gift 28. juli 1716 i Halberstadt med grev Henrik XXIII af Reuss-Lobenstein (1680-1723). Efter mandens død blev hun overhofmesterinde hos kronprinsesse Sophie Magdalene og var 1738-1757 dekanesse for Vallø Stift. Hun var dame de l'union parfaite.
Hun blev begravet 1. september 1757 påi Magleby Kirkegård. Hendes datter, Beata Antonie Augusta ægtede Villum Berregaard.